# Gallirallus

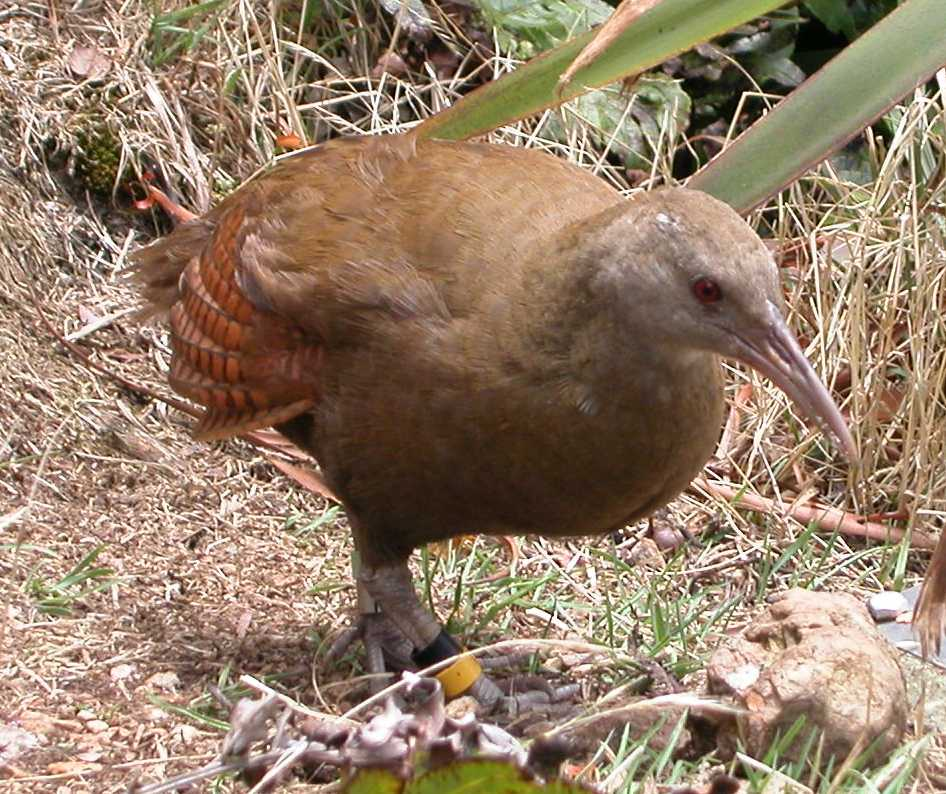
Barna bozótguvat (Gallirallus sylvestris)

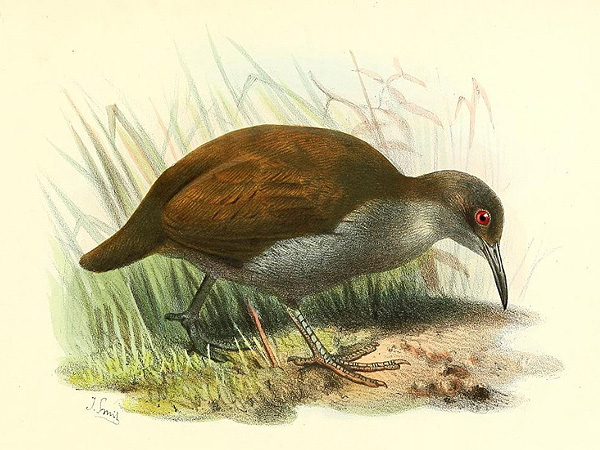
új-kaledóniai bozótguvat (Gallirallus lafresnayanus)

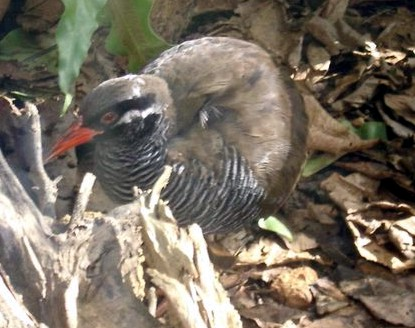
Okinawai guvat (Gallirallus okinawae)

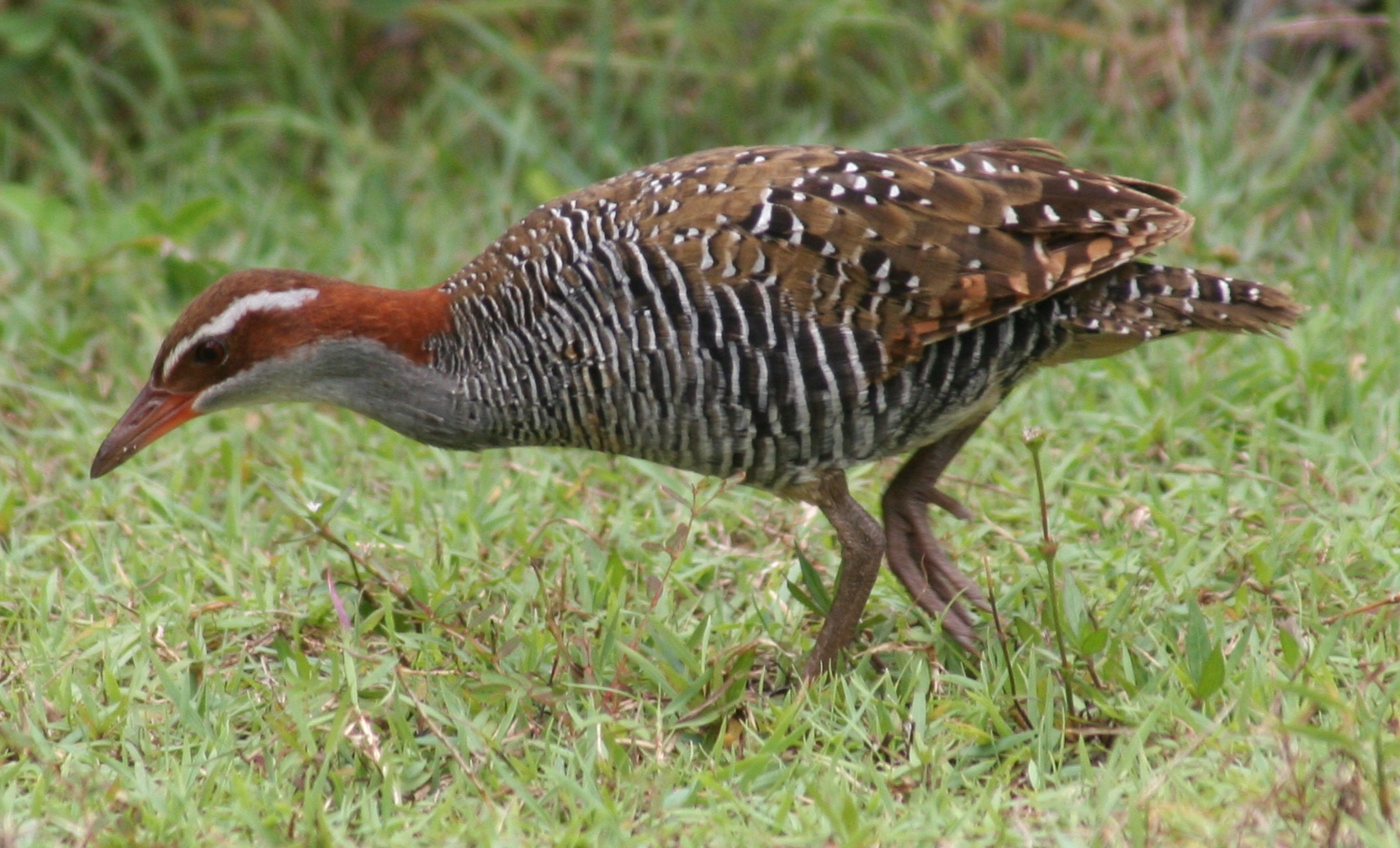
Szalagos guvat (Gallirallus philippensis), Fafa sziget, Tonga

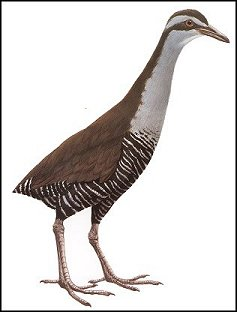
Guami guvat (Gallirallus owstoni)

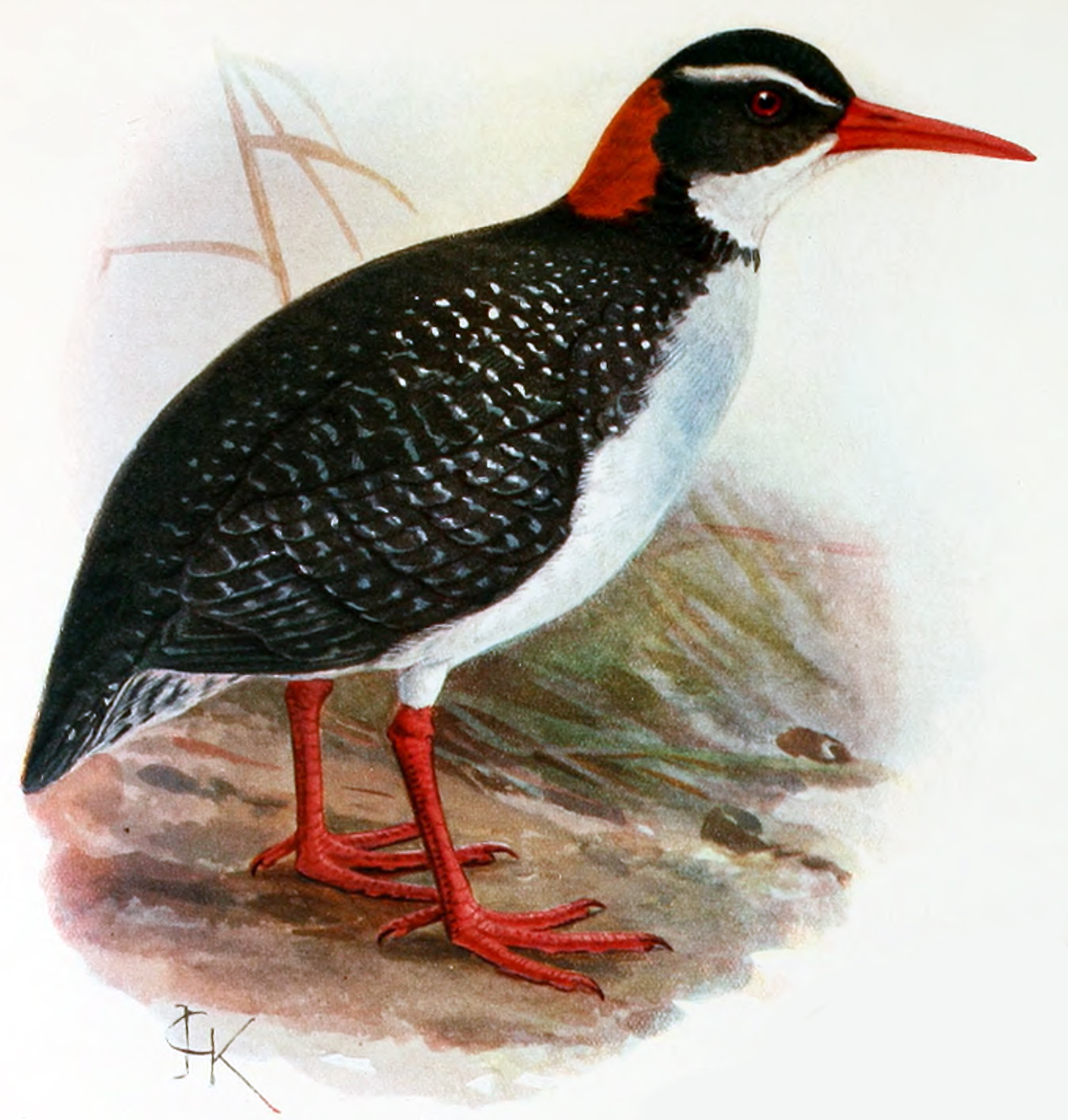
Tahiti guvat (Gallirallus pacificus)

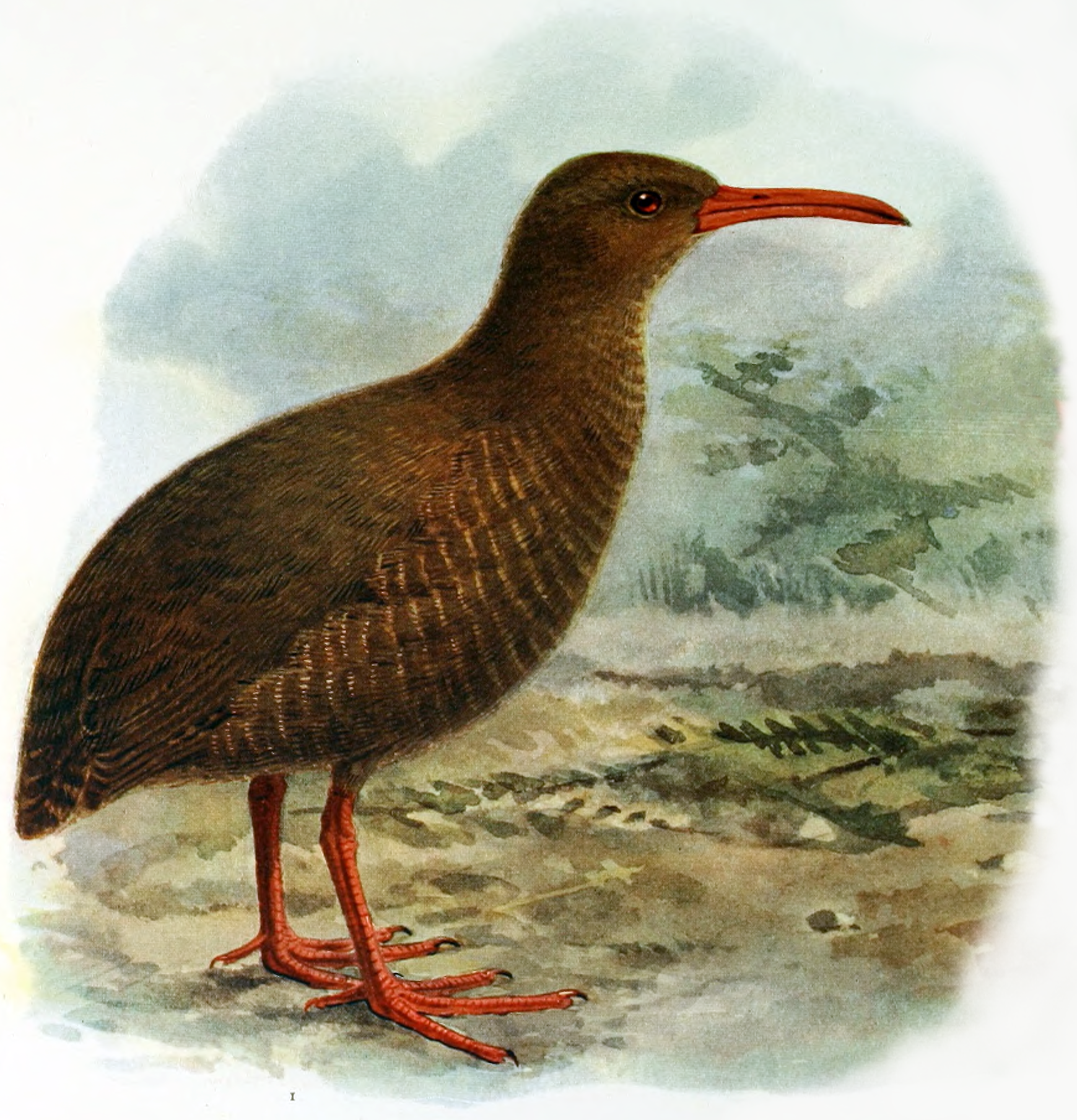
Chatham-szigeteki guvat (Gallirallus modestus)

A  Gallirallus a madarak osztályának darualakúak (Gruiformes) rendjébe és a  guvatfélék (Rallidae) családjába tartozó nem.
A nembe közepes és nagy testű fajok tartoznak. Három fajuk röpképes, a  többi többé-kevésbé elvesztette röpképességét.

## Elterjedésük
A Gallirallus fajok elterjedési területe az ausztrálázsiai régió (a Wallace-vonaltól keletre és a csendes-óceáni térség. A legnagyobb elterjedési területtel a szalagos guvat (Gallirallus philippensis) rendelkezik, mivel ez a faj előfordul Celebesz, a Fülöp-szigetek, Új-Guinea, Ausztrália, Új-Zéland területén is, valamint a Csendes-óceáni szigetvilág sok szigetén is él.
Sok fajuk él a Csendes-óceán különböző szigetén, az Északi-Mariana-szigetektől délre egészen a Chatham-szigetekig. Az utóbbi évek kutatásai során több, mára kihalt faj csontjait fedezték fel különböző csendes-óceáni szigeten, melyeket az európai telepesek megérkezése előtt (olykor több évszázada már) irtottak ki a szigetotthonukban megtelepedő melanéz és polinéz őslakók.

## Megjelenésük
A nembe sorolt fajok közül csak a szürkemellű guvat (Gallirallus striatus), a szakállas guvat (Gallirallus torquatus) és a szalagos guvat (Gallirallus philippensis) teljes mértékben röpképes faj. Az összes többi faj szárnyai visszafejlődtek. Egyeseknek mint amilyen például a weka (Gallirallus australis) erősen visszafejlődött szárnyai és szárnyizmai vannak, ezek a fajok teljes mértékben röpképtelenek. Másoknál, mint például a guami guvatnál (Gallirallus owstoni) is a visszafejlődés nem volt teljes, így ezek a fajok gyöngén ugyan , de még tudnak repülni.
A táplálkozás módjának megfelelően vannak hosszúcsőrű és rövidebb csőrű fajok is a nemben. Vannak egyenes csőrű és görbült csőrű fajok is.
A fajok megjelenése is eléggé változatos. A weka és a barna bozótguvat (Gallirallus sylvestris) egyöntetűen barna színezetű. A szalagos guvat csíkozott oldalaival valamivel színesebb benyomást kelt. A legtarkább faj a nemből a mára már kihalt tahiti guvat (Gallirallus pacificus) volt, melynek karakteres fekete-fehér mintázata és jellegzetes vörös csőre volt.

## Életmódjuk
A Gallirallus fajok erdők aljnövényzetében, mocsarakban, nedves réteken fordulnak elő, de mindenütt a nedves élőhelyeket részesítik előnyben.
A fajok elsősorban állati eredetű táplálékot fogyasztanak. Általában apróbb állatokkal, így rovarokkal, pókokkal, puhatestűekkel, gyűrűsférgekkel táplálkoznak. Egyes nagyobb testű fajok apróbb gerinceseket, így békákat vagy apróbb gyíkokat is elejthetnek. A legtestesebb faj, az új-zélandi weka nagyobb gerinceseket is legyűr, egyéb madarak fiókáit, sőt egereket vagy patkányokat is. 
A növények előfordulhatnak táplálékforrásként, de jelentőségük alárendelt. Valódi növényevő faj egy sincs köztük.
A legtöbb faj a talajon keresi táplálékát, az avarban vagy a  talajban kapirgálva.

## Rendszerezés
A jelenleg a Gallirallus nembe sorolt fajok egy részét korábban különálló monotipikus (egyfajos) vagy kevés fajból álló nemekbe sorolták, elsősorban egymástól való földrajzi távolságuk és a visszafejlődött szárnyuk különbözősége miatt.
Ilyen korábban különálló nemek voltak a Ocydromus, Habropteryx, Nesiolimnas, Cabalus, Hypotaenidia, Tricholimnas, Eulabeornis és a Stictolimnas.
A későbbi tudományos vizsgálatok bebizonyították, hogy a röpképtelen fajok viszonylag közeli rokonságban állnak a szorosabban vett, repülésre képes Gallirallus fajokkal, így e fajokat is áthelyezték a Gallirallus nembe.
A kihalt fajoknál azonban nem bizonyítható könnyen, hogy valóban nem alkottak külön nemet, így ezek közül néhányat (elsősorban a chatham-szigeteki guvatot (Caballus modestus) továbbra is különálló nem tagjaként kezelik.
Emellett a Gallirallus nem közeli rokonságban áll a kisebb testű fajokat tömörítő Rallus nemmel is, így néhány fajt olykor oda is sorolnak.
A legújabb rendszerezés szerint a Cabalus és a Hypotaenidia nemeket újra használatba vették és több fajt átsoroltak oda. A Nesoclopeus nemet megszüntették, a korábban oda sorolt kettő fajt beolvasztották a Hypotaenidia nembe.  A szürkemellű guvatot átsorolták a távolabbi rokon Lewinia nembe.
A nembe korábban 17 faj tartozott, ezek zömét azonban más nemekbe sorolták át, így a Gallirallus nemben 3 faj maradt.
- weka (Gallirallus australis), – Új-Zéland
- calayai guvat (Gallirallus calayanensis), ez a legutoljára felfedezett faj. Kizárólagosan a Fülöp-szigetekhez tartozó, Calayan-szigeten él, 2004-ben fedezték fel.
- Sharpe-guvat (Gallirallus sharpei) – egykoron Indonéziában élő, mára feltehetően kihalt faj.

Áthelyezve a Cabalus (Hutton, 1874) -  nembe - 2 kihalt faj
- új-kaledóniai bozótguvat (Cabalus lafresnayanus), vagy (Gallirallus lafresnayanus) más néven (Tricholimnas lafresnayanus)  - feltehetően kihalt őshazájából, Új-Kaledónia hegyvidéki erdeiből.
- chatham-szigeteki guvat (Caballus modestus) más néven (Gallirallus modestus)   – egykor a Chatham-szigeteken élő faj, mely 1900 körül kihalt

Áthelyezve a Hypotaenidia (Reichenbach, 1853) - nembe, 8 élő és 4 kihalt faj
- okinavai guvat (Hypotaenidia okinawae), vagy  (Gallirallus okinawae) más néven (Habropteryx okinawae) - csak a Japánhoz tartozó Rjúkjú-szigetek legnagyobb tagján, Okinava szigetén őshonos.
- szakállas guvat (Hypotaenidia torquata), vagy (Gallirallus torquatus) más néven (Habropteryx torquatus)
- szalagos guvat (Hypotaenidia philippensis), vagy (Gallirallus philippensis) - óriási elterjedési területe van Ausztrálázsiában és Óceániában.
- guami guvat (Hypotaenidia owstoni), vagy (Gallirallus owstoni) - csak Guam szigetén élő, kihalástól fenyegetett faj.
- új-britanniai guvat (Hypotaenidia insignis) vagy (Gallirallus insignis) más néven (Habropteryx insignis) - kizárólag a Pápua Új-Guinea államhoz tartozó Új-Britannia szigetén él.
- roviana szigeti guvat (Hypotaenidia rovianae) vagy (Gallirallus rovianae) - Csak a Salamon-szigetekhez tartozó Roviana szigeten őshonos faj.
- Salamon-szigeteki csíkosszárnyú guvat (Hypotaenidia woodfordi) vagy (Nesoclopeus woodfordi)
- fidzsi csíkosszárnyú guvat (Hypotaenidia poeciloptera) vagy (Nesoclopeus poecilopterus) – kihalt
- barna bozótguvat (Hypotaenidia sylvestris) vagy (Gallirallus sylvestris) más néven (Tricholimnas sylvestris) - - az ausztrál partok mentén levő Lord Howe-szigetcsoport erdeiben élő faj, melyet intenzív természetvédelmi munkával és fogságban való tenyésztéssel hoztak vissza a kihalás küszöbéről.
- csíkos guvat (Hypotaenidia dieffenbachii) vagy (Gallirallus dieffenbachii) – – kihalt, 1872-re irtották ki hazájából, a Chatham-szigetekről.
- tahiti guvat (Hypotaenidia pacifica) vagy (Gallirallus pacificus) – Tahiti és Mehetia szigetén endemikus faj, mely kihalt a 19. század végére.
- wake-szigeti guvat (Hypotaenidia wakensis), vagy (Gallirallus wakensis) – egykoron kizárólag Wake szigetén élő, 1945-re kihalt faj.

Áthelyezve a Lewinia nembe, 1 faj
- szürkemellű guvat (Lewinia striatus), korábban (Gallirallus striatus), Dél- és Délkelet-Ázsiában széles körben elterjedt faj

## 1500 előtt kihalt fajok
A nembe viszonylag sok, régen kihalt faj is tartozik, melyek csak csontmaradványok alapján ismertek. Minden ide tartozó faj a Csendes-óceán különböző szigetein volt egykor őshonos.
Ezen fajokat feltehetőleg a szigetotthonukban megtelepedett mikronéz, melanéz és polinéz népek irtották ki jóval a szigetek európai felfedezése előtt.
- Gallirallus epulare – csak csontjai alapján ismert, egykor a Francia Polinéziához tartozó Marquises-szigetek Nuku Hiva szigetén élt.[19]
- Gallirallus ernstmayri – közepes termetű, röpképtelen faj volt, mely kizárólag a Bismarck-szigetek közé tartozó Új-Írország szigetén élt és a szigetről az európaik megjelenését követően pusztult ki.[1][20]
- Gallirallus gracilitibia – csak csontjai alapján ismert, egykor a Francia Polinéziához tartozó Marquises-szigetek Ua Huka szigetén élt.[19]
- Niue-szigeti guvat (Gallirallus huiatua)  –  Steadman írta le 2000-ben csontmaradványok alapján Niue szigetéről. Viszonylag kis testű, nagyjából 25 centiméteres madár volt és a szigeten megtelepülő polinézok irtották ki.[21][22][23]
- Gallirallus pendiculentus – feltehetően a szalagos guvatból származott faj, mely az Északi-Mariana-szigetek közé tartozó Tinian szigeten volt őshonos. A fellelt csontjai alapján röpképtelen faj volt és egészen a holocén időszakig előfordult a szigeten, ahonnan feltehetően a mikronéz őslakók irtották ki.[20]
- Gallirallus pisonii – feltehetően a szalagos guvatból származott faj, mely az Északi-Mariana-szigetek közé tartozó Aguiguan szigeten volt őshonos. A fellelt csontjai alapján röpképtelen faj volt és egészen a holocén időszakig előfordult a szigeten, ahonnan feltehetően a mikronéz őslakók irtották ki.[20]
- Mangaia-guvat (Gallirallus ripleyi), a nagyjából 23 centiméteres nagyságű faj csontjait 1986-ban találták meg a Cook-szigetekhez tartozó Mangaia szigeten. Csontjai alapján legközelebbi rokona a mára szintén kihalt wake-szigeti guvat (Gallirallus wakensis) volt.[23][24][25]
- Gallirallus roletti a Francia Polinéziához tartozó Tahuata szigetén élő, csak csontmaradványai által ismert faj.[19]
- Gallirallus storrsolsoni – Csak Huahine szigetéről ismert, csontmaradványok alapján beazonosított közepes méretű faj. Erősen visszafejlődött szárnycsontjai alapján biztosan röpképtelen faj volt. Távoli otthonát bizonyosan csak repülve érhette el, ahol viszonylag rövid időn belül felhagyott a repüléssel.[26]
- Gallirallus temptatus – feltehetően a szalagos guvatból származott faj, mely az Északi-Mariana-szigetek közé tartozó Rota szigeten volt őshonos. A fellelt csontjai alapján röpképtelen faj volt és egészen a holocén időszakig előfordult a szigeten, ahonnan feltehetően a mikronéz őslakók irtották ki.[20]
- Eua-szigeti guvat (Gallirallus vekamatolu) – csak a Tongához tartozó Eua szigetén előforduló, 30 centiméteres nagyságú, röpképtelen, csak csontmaradványok alapján ismert faj.[17][27][28][29]

## Fordítás
- Ez a szócikk részben vagy egészben  a   Gallirallus című német Wikipédia-szócikk ezen változatának fordításán alapul.  Az eredeti cikk szerkesztőit annak laptörténete sorolja fel. Ez a jelzés csupán a megfogalmazás eredetét és a szerzői jogokat jelzi, nem szolgál a cikkben szereplő információk forrásmegjelöléseként.